# 벡테르
벡테르(別克帖兒, 1155년 ~ 1176년)은 카마그 몽골의 족장 예수게이의 첫째 아들이자 테무친의 이복 형이다.
동생으로는 벨구테이가 있었으며 그는 서자였기에 테무친보다 나이가 많음에도 불구하고 테무친을 형으로 모셔야 했는데 벡테르는 그런 점을 늘 못마땅하게 생각했다. 그래서 벡테르는 테무친이 어렸을 때 굉장히 심하게 괴롭혔으며 테무친이 사냥한 포획물을 힘으로 빼앗아 가기도 했다. 하지만 테무친은 벡테르와 완력이 대등해질 때까지 참았다.
1176년 테무친이 15살이 되던 해에 늘 그랬던 것처럼 테무친이 사냥해서 얻은 포획물을 빼앗으려고 하다가 테무친이 쏜 활을 맞고 죽는다. 이때 테무친의 어머니인 호엘룬은 이복형제를 죽인 테무친을 매우 꾸짖었다고 한다.